# ۹۰ روز (فیلم)
۹۰ روز (انگلیسی: 90 Days) فیلمی است که در سال ۱۹۸۵ منتشر شد.